# Feliks Szewczyk
Feliks Szewczyk (ur. 1863, zm. 1932) – polski malarz.
Mało znany twórca licznych obrazów przedstawiających konie i tematykę ułańską. Od 1888 wystawiał swoje prace w Galerii Zachęty, były wśród nich m.in. „Jazda kawalerska” i „Przed karczmą”. W późniejszym czasie ilustrował napisany przez Franciszka Jasieńczyka „Rapsod rycerski”. Ilustrował książki dla dzieci i młodzieży. Poza końmi malował również kwiaty i martwe natury, jego twórczość cechowała łagodna kolorystyka i dość swobodnie traktowane techniki malarskie.